# Episodi di Creature grandi e piccole (quinta stagione)
La quinta stagione della serie televisiva Creature grandi e piccole è stata trasmessa in anteprima nel Regno Unito dalla BBC tra il 3 settembre 1988 e il 19 novembre 1988.
| nº | Titolo originale          | Titolo italiano | Prima TV UK       | Prima TV Italia |
| -- | ------------------------- | --------------- | ----------------- | --------------- |
| 1  | Against the Odds          |                 | 3 settembre 1988  |                 |
| 2  | Place of Honour           |                 | 10 settembre 1988 |                 |
| 3  | Choose a Bright Morning   |                 | 17 settembre 1988 |                 |
| 4  | The Playing Field         |                 | 24 settembre 1988 |                 |
| 5  | When Dreams Come True     |                 | 1º ottobre 1988   |                 |
| 6  | A New Chapter             |                 | 8 ottobre 1988    |                 |
| 7  | A Present from Dublin     |                 | 15 ottobre 1988   |                 |
| 8  | The Salt of the Earth     |                 | 22 ottobre 1988   |                 |
| 9  | Cheques and Balances      |                 | 29 ottobre 1988   |                 |
| 10 | The Female of the Species |                 | 5 novembre 1988   |                 |
| 11 | The Jackpot               |                 | 12 novembre 1988  |                 |
| 12 | Two of a Kind             |                 | 19 novembre 1988  |                 |